# Dinastía Hồng Bàng
El período Hồng Bàng (en vietnamita: thời kỳ Hồng Bàng), también llamado dinastía Hồng Bàng, fue un período legendario y semimítico en la historiografía vietnamita, que abarca desde el comienzo del gobierno de Kinh Dương Vương sobre el estado de Văn Lang (inicialmente llamado Xích Quỷ ) en 2879 a. C. hasta la conquista del estado por An Dương Vương en 258 a. C.
La crónica vietnamita del siglo XV Đại Việt sử ký toàn thư (Đại Việt, La historia completa) afirmaba que el período comenzó con Kinh Dương Vương como el primer rey Hùng (vietnamita: Hùng Vương), un título utilizado en muchas discusiones modernas sobre la antigüedad. Gobernantes vietnamitas de este período: el rey Hùng era el monarca absoluto del país y, al menos en teoría, ejercía el control total de la tierra y sus recursos. El Đại Việt sử ký toàn thư también registró que la capital de la nación era Phong Châu (en la actual provincia de Phú Thọ ennorte de Vietnam) y alegó que Văn Lang limitaba al oeste con Ba-Shu (actual Sichuan), al norte con el lago Dongting (Hunan), al este con el Mar del Este y al sur con Champa.

## Origen del nombre
El nombre Hồng Bàng es la pronunciación chino-vietnamita de los caracteres "鴻龐" asignados a esta dinastía en las primeras historias escritas por los vietnamitas en chino; su significado es supuestamente un pájaro gigante mítico (龐) (鴻).
El lingüista francés Michel Ferlus (2009) incluye 文郎 Văn Lang ( chino antiguo : ZS * mɯn - raːŋ ; B&S * mə [n] - C.rˤaŋ ) en la palabra-familia * -ra: ŋ "ser humano, persona "de etonónimos del sudeste asiático en tres familias lingüísticas, austroasiático, chino-tibetano, austronesio, junto con:
- El etnónimo Maleng de un pueblo vietic que vive en Vietnam y Laos; Ferlus sugiere que Vietic * m.leŋ es la "forma tardía yámbica" de * m.ra: ŋ .
- Un reino al norte de hoy: Camboya, chino :堂明 Táng-míng en Sānguózhì y más tarde Dào-míng 道明en documentos Tang;
- Un reino sometido por Jayavarman II en el siglo VIII, conocido como Maleṅ [məlɨə̆ŋ] en Pre-Angkorian y Malyaṅ [məlɨə̆ŋ] en Angkorian Khmer; El nombre del reino está conectado fonéticamente con Maleng, pero nada más es concluyente.
- El etnónimo မြန်မာ Mraṅmā (1342); en la transcripción china木浪: OC * moːɡ-raːŋs → MC * muk̚-lɑŋᴴ → Mandarin Mù-làng .
- Malayo * ʔuʀaŋ "ser humano, persona".

También existe un etimón Proto-Mon-Khmer fonéticamente similar : * t₂nra: ŋ "hombre, varón".
Las primeras menciones históricas de Văn Lang, sin embargo, acababan de registrarse en documentos en idioma chino, que se remontan a la dinastía Tang (siglos VII al IX), sobre el área de Phong Châu ( Phú Thọ ). Sin embargo, los registros chinos también indicaron que otras personas, que vivían en otros lugares, también se llamaban Văn Lang.

## Historia

### Pre-dinastía
Vietnam, un país situado a lo largo de la costa este del sudeste asiático continental, ha tenido una historia larga y turbulenta. El pueblo vietnamita representa una fusión de razas, idiomas y culturas, cuyos elementos aún están siendo clasificados por etnólogos, lingüistas y arqueólogos. El idioma vietnamita proporciona algunas pistas sobre la mezcla cultural de su pueblo. El área conocida en la actualidad como Vietnam ha estado habitada desde el Paleolítico, con algunos sitios arqueológicos en la provincia de Thanh Hóa que datan de alrededor de medio millón de años. Los pueblos prehistóricos habitaron continuamente en cuevas locales desde alrededor de 6000 antes de Cristo, hasta que se desarrollaron culturas materiales más avanzadas. Se sabe que algunas cuevas fueron el hogar de muchas generaciones de humanos primitivos. Siendo el norte de Vietnam un lugar con montañas, bosques y ríos, el número de tribus creció entre el 5000 y el 3000 a. C.

### Primer rey Hùng
La leyenda describe un evento político importante que ocurrió cuando Lộc Tục llegó al poder aproximadamente en el 2879 a. C. Lộc Tục fue registrado como descendiente del mítico gobernante chino Shennong. Consolidó a las otras tribus y logró agrupar todos los estados vasallos (o comunidades autónomas) dentro de su territorio en una nación unificada, se autoproclamó Kinh Dương Vương y llamó a su emergente nación Xích Quỷ. Él inauguró el primer régimen monárquico, así como la primera familia gobernante por herencia en la historia de Vietnam. Se le considera el antepasado de los reyes Hùng, padre fundador de Vietnam y héroe cultural vietnamita al que se le atribuye haber enseñado a su pueblo a cultivar arroz.

### Reino de Van Lang
Cuando el gobierno pasó a los herederos varones del rey Hùng, Kinh Dương Vương fue sucedido por su hijo Lạc Long Quân, quien fundó la segunda dinastía de reyes Hùng en c. 2793 a. C.
A partir de la tercera dinastía Hùng desde c. 2524 a. C., el reino pasó a llamarse Văn Lang y la capital se estableció en Phong Châu (en la moderna Việt Trì, Phú Thọ) en la unión de tres ríos donde el delta del río Rojo comienza al pie de las montañas. La evidencia de que los vietnamitas sabían cómo calcular el calendario lunar tallando piedras data del 2200 al 2000 a. C. Se tallaron líneas paralelas en las herramientas de piedra como un instrumento de conteo relacionado con el calendario lunar.
Hacia el 1500 a. C., los habitantes de la costa desarrollaron una sofisticada sociedad agrícola. El riego por mareas de los campos de arroz a través de un elaborado sistema de canales y diques fue iniciado en el siglo VI a. C.
La época Hồng Bàng terminó a mediados del siglo III a. C. con el advenimiento de la conquista de Văn Lang por parte del líder militar Thục Phán, destronando al último rey Hùng.

### Reino de Au Lac
Văn Lang terminó c. 258 a. C. cuando el príncipe del reino Shu Thục Phán, el gobernante de las tribus vecinas de las tierras altas Âu Việt, derrocó al último rey Hùng. Después de conquistar Văn Lang, Thục Phán unió las tribus Lạc Việt con las tribus Âu Việt para formar un nuevo reino de Âu Lạc. Se autoproclamó An Dương Vương y construyó su capital y ciudadela, Cổ Loa Citadel, en el actual distrito Dong Anh de Hanói.

## Organización
El primer rey Hùng estableció el primer estado "vietnamita" en respuesta a las necesidades de cooperación en la construcción de  sistemas hidráulicos y en las luchas contra sus enemigos. Se trataba de una forma muy primitiva de estado soberano con el rey Hùng en la cúspide y bajo él una corte formada por consejeros - el lạc hầu. El país se componía de quince bộ "regiones", cada una gobernada por un lạc tướng; normalmente el lạc tướng era un miembro de la familia de los reyes Hùng. Bộ comprendía las aldeas y caseríos agrícolas basados en una relación de clan matriarcal y encabezados por un bộ chính, generalmente un anciano de la tribu.
El cuento del clan Hồng Bàng afirmaba que los reyes Hùng habían nombrado a las princesas como mỵ nương (De Tai mae nang, que significa princesa), y a los príncipes como quan lang (De Muong palabra para designar a los nobles Muong de toda la época).
Fuente semihistórica describió que la frontera norte de Văn Lang se extendía hasta la parte sur de la actual Hunan, y la frontera sur se extendía hasta el delta del río Cả, incluyendo partes de las modernas Guangxi, Guangdong y Vietnam del Norte. Tales afirmaciones no han sido probadas por la investigación arqueológica.
Según el libro de Trần Trọng Kim, Việt Nam sử lược (Una breve historia de Vietnam), el país estaba dividido en 15 regiones como en la siguiente tabla. Sin embargo, en realidad están tomados de nombres sino-vietnamitas de comandancias posteriores establecidas por los chinos en el norte de Vietnam.